# Chatenay-Mâcheron
Chatenay-Mâcheron é uma comuna francesa na região administrativa de Grande Leste, no departamento de Haute-Marne. Estende-se por uma área de 6,1 km². Em 2010 a comuna tinha 103 habitantes (densidade: 16,9 hab./km²).